# Frank Fagan
Frank F. Fagan, (nascido em 1945) foi tenente-governador da província de Terra Nova e Labrador no Canadá entre 2013 e 2018. Nomeado no conselho constitucional pelo governador-geral do Canadá David Lloyd Johnston do ex-primeiro-ministro do Canadá Stephen Harper em 2 de fevereiro de 2013, Fagan foi eleito em 19 de março de 2013, sucedendo John Crosbie. Ele é o representante do vice-rei da rainha Elizabeth II do Canadá na província de Terra Nova e Labrador.
Um executivo de telecomunicações com a Bell Aliant, Fagan se aposentou em 2008. Ele recebeu um Bacharelado de Artes em 1979 e um Mestrado em Administração de Empresas em 1982 da Universidade Memorial de Terra Nova.
Em 2011, Fagan foi eleito membro da Ordem do Canadá "por suas contribuições como voluntário, líder comunitário e filantropo". Foi investido como Chanceler da Ordem de Terra Nova e Labrador em cima de sua nomeação como o tenente-regulador.
Foi sucedido por Judy Foote em 3 de maio de 2018.